# Fear of the Dark
«Fear of the Dark» — музичний альбом гурту Iron Maiden. Виданий 11 травня 1992 року. Загальна тривалість композицій становить 58:31. Альбом відносять до напрямку важкий метал. 

## Список пісень
1. "Be Quick or Be Dead" — 3:24
2. "From Here to Eternity" — 3:38
3. "Afraid to Shoot Strangers" — 6:56
4. "Fear Is the Key" — 5:35
5. "Childhood's End" — 4:40
6. "Wasting Love" — 5:50
7. "The Fugitive" — 4:54
8. "Chains of Misery" — 3:37
9. "The Apparition" — 3:54
10. "Judas Be My Guide" — 3:08
11. "Weekend Warrior" — 5:39
12. "Fear of the Dark" — 7:16